# Mihail Miloradovič
Grof Mihail Andrejevič Miloradovič (rus. Михаи́л Андре́евич Милора́дович, srp. Михаило Милорадовић), Sankt Peterburg, Rusko Carstvo, 1. listopada (12. listopada) 1771. - Sankt Peterburg, 15. prosinca (27. prosinca) 1825.; ruski general srpskog podrijetla iz Hercegovine, jedan od predvodnika i slavnih komandanata ruske vojske za vrijeme domovinskog rata 1812. protiv Napoleona, generalni guverner Sankt Peterburga (od 1818.).

## Vanjske poveznice
- Projekt "100 velikih vojskovođa": M.A. Miloradovič